# Chiesa di Santo Stefano Protomartire (Menaggio)
La chiesa di Santo Stefano Protomartire, o più semplicemente chiesa di Santo Stefano, è la parrocchiale di Menaggio, in provincia e diocesi di Como; fa parte del vicariato di Lenno e Menaggio. Per lunghi secoli costituì la chiesa matrice della pieve di Menaggio.

## Storia
Nel XIII secolo risultava che la pieve di Menaggio avesse come filiali le chiese di San Bartolomeo di Nobiallo e Santa Maria di Rezzonico e che il clero a servizio della cura d'anime fosse composto dall'arciprete e da sei canonici; una siffatta situazione fu trovata pure nel 1444 dal vescovo di Como Gerardo Landriani Capitani durante la sua visita e nel 1565 dal vescovo Gianantonio Volpi durante un sinodo diocesano.
Sul finire del XVI secolo il vescovo Feliciano Ninguarda, visitando la chiesa, annotò che la pieve foraniale di Menaggio comprendeva, oltre a quella menaggese, pure le parrocchie di Bene, Breglia, Grandola, Nobiallo, Plesio e Rezzonico.
Nel 1618 venne posta la prima pietra della nuova chiesa, dotata di tre navate e sei cappelle e costruita secondo un orientamento opposto rispetto a quello dell'originaria chiesa romanica; l'edificio fu portato a compimento nel 1699.
Sempre nel XVII secolo, con l'istituzione dei vicariato, la chiesa divenne sede di uno di essi, in cui confluirono le parrocchie di Barna, Breglia, Grandola, Grona, Nobiallo, Naggio, Loveno, Plesio, Santa Maria e San Martino di Rezzonico, alle quali nel Settecento s'aggiunsero pure quelle di Bene e Griante.
Nel 1779 i parrocchiani risultavano essere 544, saliti a 567 nel 1788; in quell'anno come filiali della pieve di Santo Stefano Protomartire risultavano le chiesette San Carlo, dell'Assunta, di San Giacomo, di Santa Marta, di San Giovanni Battista. Quest'ultima - una chiesetta con abside semicircolare rivolta a est - costituiva l'originario edificio battesimale della pieve ma venne successivamente sconsacrato e incorporato in un'abitazione privata.
Nella Distrettuazione pievana diocesi di Como del 1816 si legge che il vicariato di Menaggio comprendeva, oltre alla capopieve, le parrocchie di Barna, Naggio, Loveno, Grona, Bene, Grandola, Plesio, Nobiallo, Griante, Santa Maria, San Martino di Rezzonico, Croce, Breglia.
Nella relazione della visita pastorale del 1893 del vescovo Andrea Carlo Ferrari si legge che la rendita parrocchiale corrispondeva a 1523.27 lire e che dalla parrocchiale di Santo Stefano Protomartire dipendevano gli oratori di Santa Marta, di San Giusto, di San Carlo e di San Rocco.

## Descrizione

### Esterno
La facciata della chiesa, alla quale si accede tramite una scalinata, è a salienti ed è scandita da lesene, sorreggenti il fregio composto da metope e da triglifi, sopra il quale s'innalzano il timpano triangolare centrale e i due semitimpani laterali.

Sopra il portale maggiore vi sono una nicchia ospitante una statua e il rosone inscritto in un arco a tutto sesto, mentre sopra i portali laterali sono presenti due finestre semicircolari.
Sul lato nord s'eleva la torre campanaria, eretta nel XIX secolo e caratterizzata da base quadrata; all'altezza della cella presenta una monofora per lato e termina con la cupola a cipolla.

### Interno
L'interno, che è intonacato, è suddiviso in tre navate, sulle quali si affacciano le cappelle laterali. 
Opere di pregio qui conservate sono gli affreschi eseguiti nel 1899 da Luigi Tagliaferri, altri affreschi realizzati da Sueglia, un'argentea croce astile risalente al 1539, diversi dipinti realizzati tra i secoli XVI e XVII e una copia dell'affresco con soggetto la Madonna con Gesù ed un angelo di Bernardino Luini. L'originale venne dapprima ceduto dai menaggini a Carlo di Firmian per ottenere lo spostamento della prefettura da Tremezzo a Menaggio, poi passò nelle mani della famiglia Arconati-Visconti, che lo cedette definitivamente al museo del Louvre.

### Campanile
Il campanile possiede un concerto formato da 5 campane in Do3 crescente fuse dalla fonderia valtellinese Giorgio Pruneri di Grosio nel 1901. Il suono è completamente automatizzato.